# Massicus scapulatus
Massicus scapulatus är en skalbaggsart som beskrevs av Hüdepohl 1994. Massicus scapulatus ingår i släktet Massicus och familjen långhorningar.
Artens utbredningsområde är Burma. Inga underarter finns listade i Catalogue of Life.